# Odin (lokomotiv)
 For alternative betydninger, se Odin (flertydig). (Se også artikler, som begynder med Odin)
Lokomotivet Odin spillede en signifikant rolle i Danmarks jernbanehistorie fra sin debut i 1846 som Danmarks første lokomotiv. Oprindeligt konstrueret af Sharp, Stewart and Co., blev det omstruktureret flere gange og tjente først i København og senere i Korsør, før det i 1876 blev taget ud af drift.
Med en vægt på cirka 20 tons og en tophastighed på op til 50 km/t og sin længde på cirka 11,65 meter, gjorde "Odin" sit indtog på de danske jernbaner.

## Tekniske specifikationer
- Vægt: 20 tons[1]
- Maksimal hastighed: 50 km/t[1]
- Længde: 11,65 meter[1]

## Rekonstruktion
Efter at være blevet taget ud af drift i 1876, byggede Danmarks Jernbanemuseum mellem 2005 og 2018 en nøje rekonstruktion af lokomotivet. Kopien er lavet med de samme materialer og med samme teknikker som originalen, der desværre er gået tabt til historien.
"Odin" spillede en vigtig rolle i den tidlige udvikling af jernbanetransporten i Danmark og bidrog til landets jernbaneinfrastrukturs udvikling i det 19. og 20. århundrede.